# Contre-la-montre masculin des moins de 23 ans aux championnats du monde de cyclisme sur route 2021
Le contre-la-montre masculin des moins de 23 ans aux championnats du monde de cyclisme sur route 2021 a lieu le 24 septembre 2021 sur 30,3 kilomètres entre Knokke-Heist et Bruges, en Belgique.

## Participants
| Équipes nationales (43)- Algérie espoirs - Argentine espoirs - Australie espoirs - Belgique espoirs - Bermudes espoirs - Burkina Faso espoirs - Canada espoirs - Chili espoirs - Colombie espoirs - Chypre espoirs - Danemark espoirs - Érythrée espoirs - Estonie espoirs - Éthiopie espoirs - France espoirs - Pays-Bas espoirs - Irlande espoirs - Italie espoirs - Kazakhstan espoirs - Croatie espoirs - Lituanie espoirs - Luxembourg espoirs - Mexique espoirs - Nouvelle-Zélande espoirs - Norvège espoirs - Autriche espoirs - Panama espoirs - Pologne espoirs - Russie espoirs - Rwanda espoirs - Suisse espoirs - Slovénie espoirs - Espagne espoirs - Grande-Bretagne espoirs - Afrique du Sud espoirs - Syrie espoirs - Thaïlande espoirs - Tchéquie espoirs - Allemagne espoirs - Ukraine espoirs - Hongrie espoirs - États-Unis espoirs - Ouzbekistan espoirs |
| |

## Classement
| \| Classement général \| Classement général \| Classement général \| Classement général \| Classement général \| \| Coureur \| Coureur \| Pays \| Équipe \| Temps \| \| ------------------ \| --------------------- \| ------------------ \| ----------------------- \| ------------------ \| \| 1er \| Johan Price-Pejtersen \| Danemark \| Danemark espoirs \| 34 min 29 s \| \| 2e \| Luke Plapp \| Australie \| Australie espoirs \| + 10 s \| \| 3e \| Florian Vermeersch \| Belgique \| Belgique espoirs \| + 11 s \| \| 4e \| Søren Wærenskjold \| Norvège \| Norvège espoirs \| + 13 s \| \| 5e \| Mick van Dijke \| Pays-Bas \| Pays-Bas espoirs \| + 24 s \| \| 6e \| Daan Hoole \| Pays-Bas \| Pays-Bas espoirs \| + 39 s \| \| 7e \| Ethan Vernon \| Royaume-Uni \| Grande-Bretagne espoirs \| + 43 s \| \| 8e \| Michel Hessmann \| Allemagne \| Allemagne espoirs \| + 48 s \| \| 9e \| Filippo Baroncini \| Italie \| Italie espoirs \| + 57 s \| \| 10e \| Magnus Sheffield \| États-Unis \| États-Unis espoirs \| + 58 s \| |                       |             |                         |             |
| |                       |             |                         |             |
| Source : ProCyclingStats |                       |             |                         |             |
| Classement général |                       |             |                         |             |
| Coureur | Coureur               | Pays        | Équipe                  | Temps       |
| 1er | Johan Price-Pejtersen | Danemark    | Danemark espoirs        | 34 min 29 s |
| 2e | Luke Plapp            | Australie   | Australie espoirs       | + 10 s      |
| 3e | Florian Vermeersch    | Belgique    | Belgique espoirs        | + 11 s      |
| 4e | Søren Wærenskjold     | Norvège     | Norvège espoirs         | + 13 s      |
| 5e | Mick van Dijke        | Pays-Bas    | Pays-Bas espoirs        | + 24 s      |
| 6e | Daan Hoole            | Pays-Bas    | Pays-Bas espoirs        | + 39 s      |
| 7e | Ethan Vernon          | Royaume-Uni | Grande-Bretagne espoirs | + 43 s      |
| 8e | Michel Hessmann       | Allemagne   | Allemagne espoirs       | + 48 s      |
| 9e | Filippo Baroncini     | Italie      | Italie espoirs          | + 57 s      |
| 10e | Magnus Sheffield      | États-Unis  | États-Unis espoirs      | + 58 s      |